# Étienne-Charles Le Guay
Étienne-Charles Le Guay ou Leguay (1762-1846) est un peintre miniaturiste de la fin du XVIIIe  et du début du XIXe siècle.
Spécialisé dans la peinture de genre et le portrait, il a travaillé pour la manufacture Dihl et Guérhard à Paris, et pour celle de Sèvres.

## Biographie
Étienne Charles Le Guay est le fils d' Étienne Henri Leguay, peintre sur porcelaine. Il étudie le dessin à la manufacture de Sèvres puis continue à l'Académie royale avec Joseph-Marie Vien,,,.
Marié trois fois, avec successivement  Marie Sophie Giguet,  Marie Victoire Jaquotot et Charlotte Henriette de Courtin, en 1794, sa seconde épouse Marie-Victoire Jaquotot est d'abord son élève  et à terme devient elle-même une miniaturiste très renommée. Le couple est témoin au mariage de Christophe Dihl avec Mme veuve Guérhard le 25 décembre 1797 ; à cette époque, Étienne-Charles a déjà travaillé avec succès depuis plusieurs années pour la manufacture de porcelaine Dihl et Guérhard.

## Œuvres

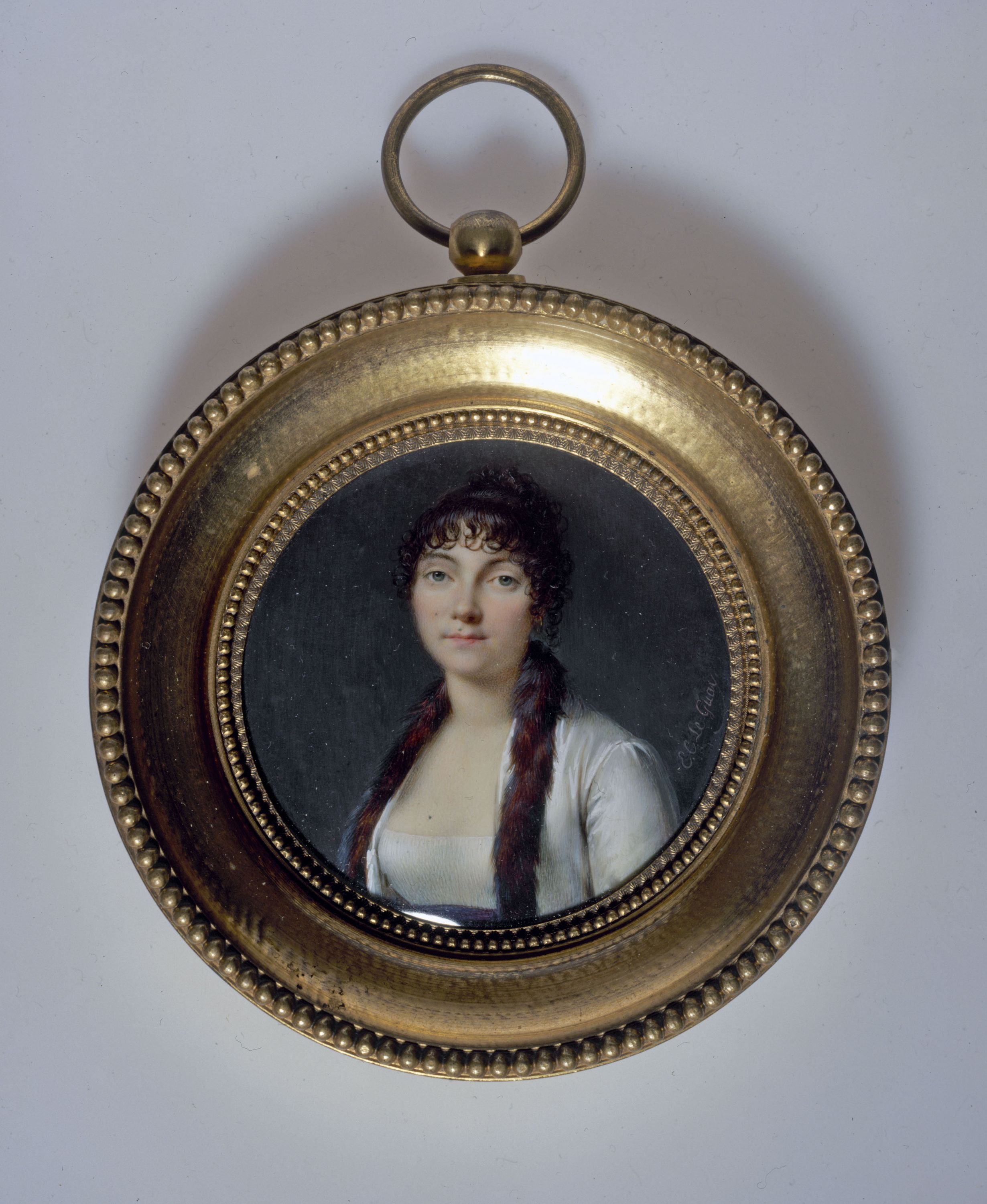
Portrait de jeune femme, sur ivoire, c. 1805. Musée Cognacq-Jay.

Portrait d'une femme inconnue, sur ivoire. Nationalmuseum, Stockholm, Suède.

Le musée de Sèvres possède plusieurs œuvres de Le Guay, dont une huile sur toile L'Amour gravant sur un arbre le nom de La Valière (H x l : 40 × 32,8 cm, maintenant au musée national Magnin de Dijon), et le fameux portrait de Christophe Erasmus Dihl peint en 1797 sur une plaque de porcelaine,. Il a fait de nombreuses miniatures sur ivoire, sont au moins six d'entre elles sont au musée du Louvre.
Le musée du Louvre possède aussi de ses œuvres. Parmi celles-ci, une miniature sur ivoire de son élève et épouse Marie Victoire Jaquotot.

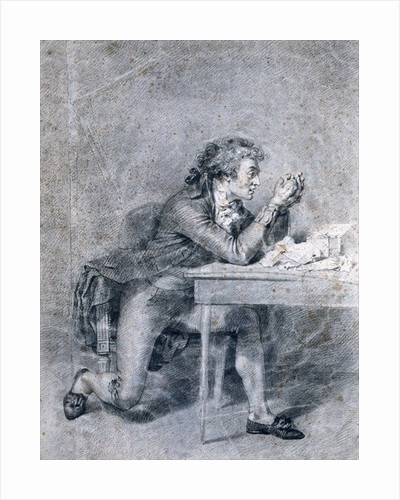
Buzot contemplant un portrait de Madame Roland.
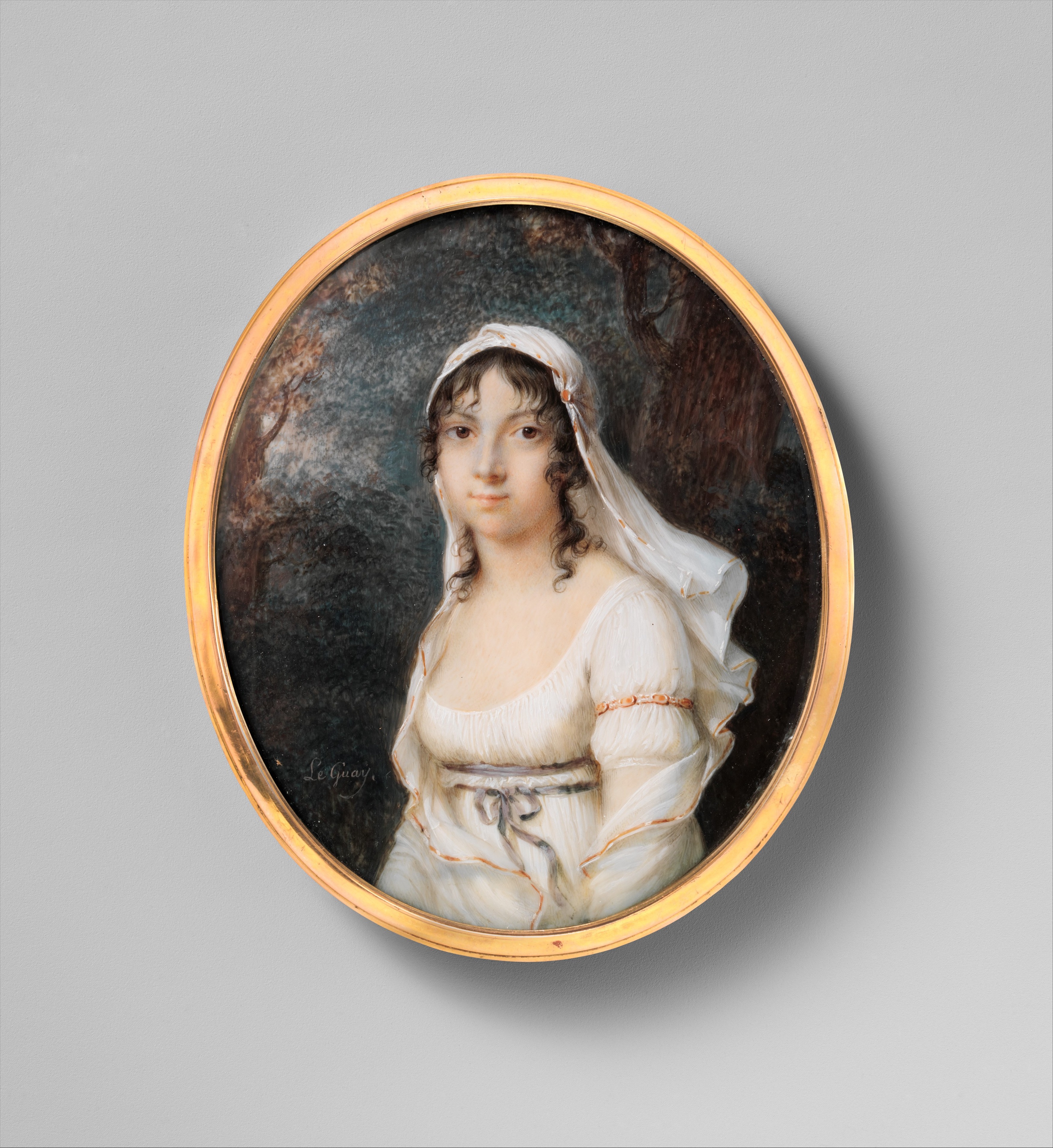
Portrait d'une femme.

### Pour Dihl et Guérhard
Pour la très renommée manufacture Dihl et Guérhard, il a réalisé des tableaux sur porcelaine, dont une « Baigneuse » exposée au « salon » (Exposition des produits de l'industrie française) de 1796, un Beau portrait d'une jeune personne au salon de 1797.
Le portrait de Christophe Erasmus Dihl (1797) est peint sur une plaque de porcelaine à pâte dure, avec les nouvelles peintures émaillées pour porcelaine inventées par Dihl. Cette double nature d'œuvre d'art en soi et de véhicule de démonstration d'un produit manufacturé, est reflétée dans la double signature de « Dihl et Guérhard » et de « Étienne Le Guay » sur le côté du secrétaire.
En 1978 les pièces présentées par la manufacture Dihl au « Musée Central des Arts » incluent des œuvres par Le Guay, dont Un paysage marin assez large, Autre paysage marin plus petit et Paysage en pendentif.
Une table du roi d'Espagne peinte par Le Guay et Piat Joseph Sauvage atteint, selon Prud'homme, un coût de plus de 200 000 francs,

### Pour Sèvres
Pour Sèvres il peint en 1814 Sappho (la « dixième muse ») sur une plaque de porcelaine (H x l : 33 × 23 cm, maintenant au musée d'art Roger-Quilliot de Clermont-Ferrand).
Il a peint au moins une assiette du fameux « service à marli d'or » de Sèvres (1812) : Psyché abandonnée.

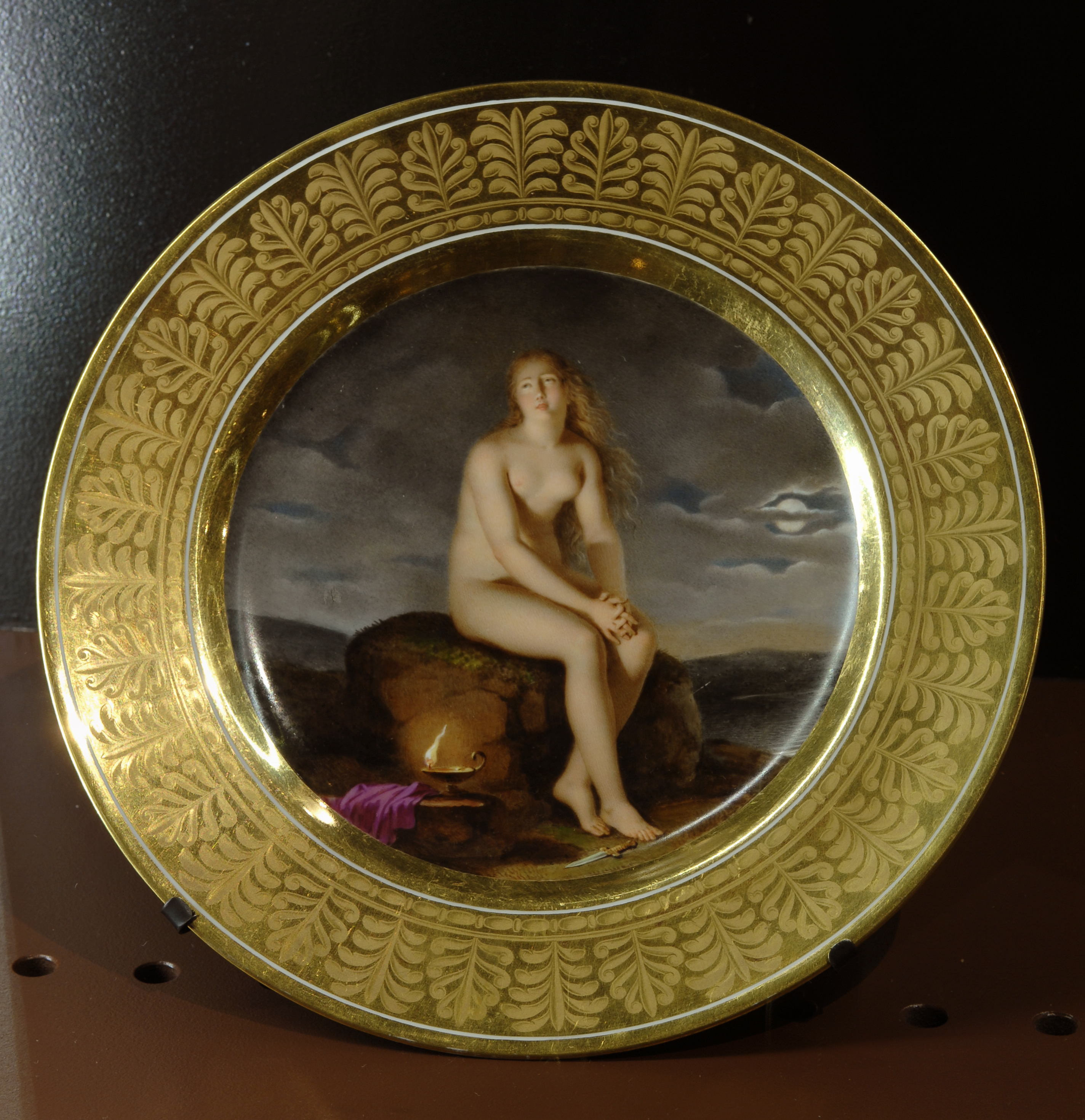
Psyché abandonnée, assiette du « service à marli d'or », Sèvres, 1812. Musée national de céramique.
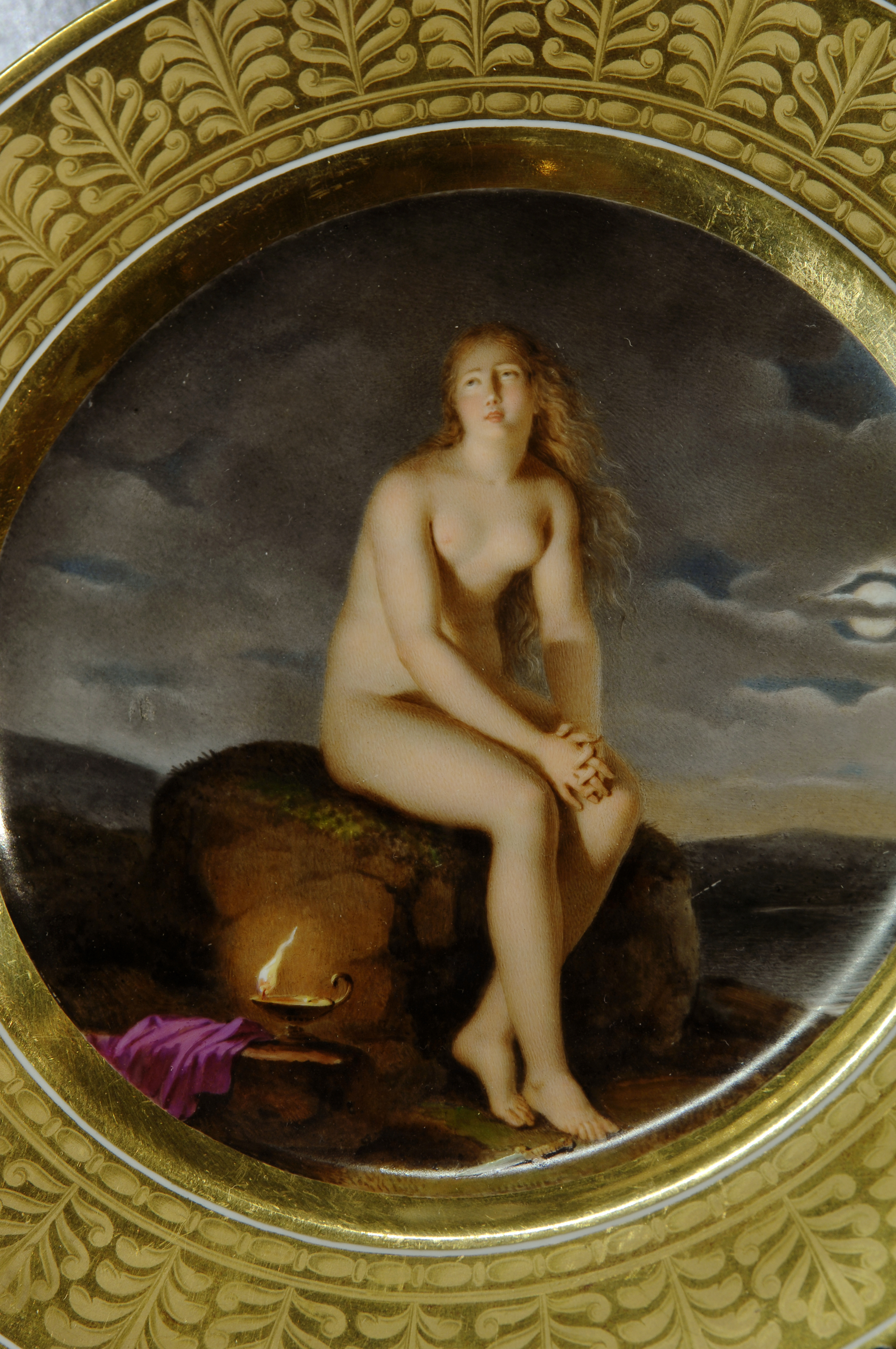
Psyché abandonnée, détail.
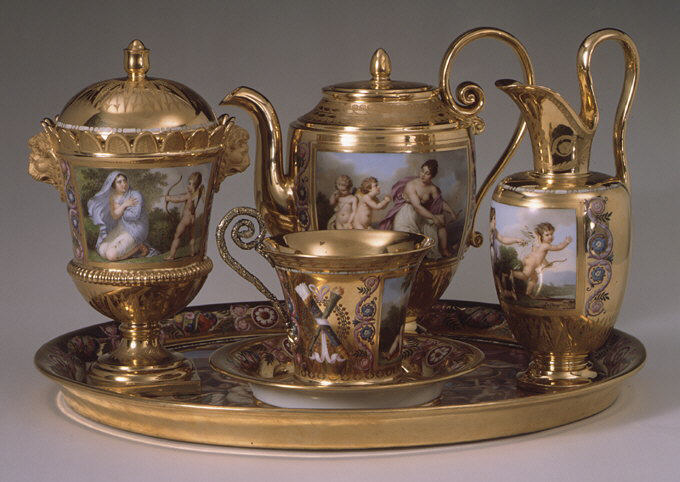
Service à petit déjeuner, Sèvres, 1813. Metropolitan Museum of Art.
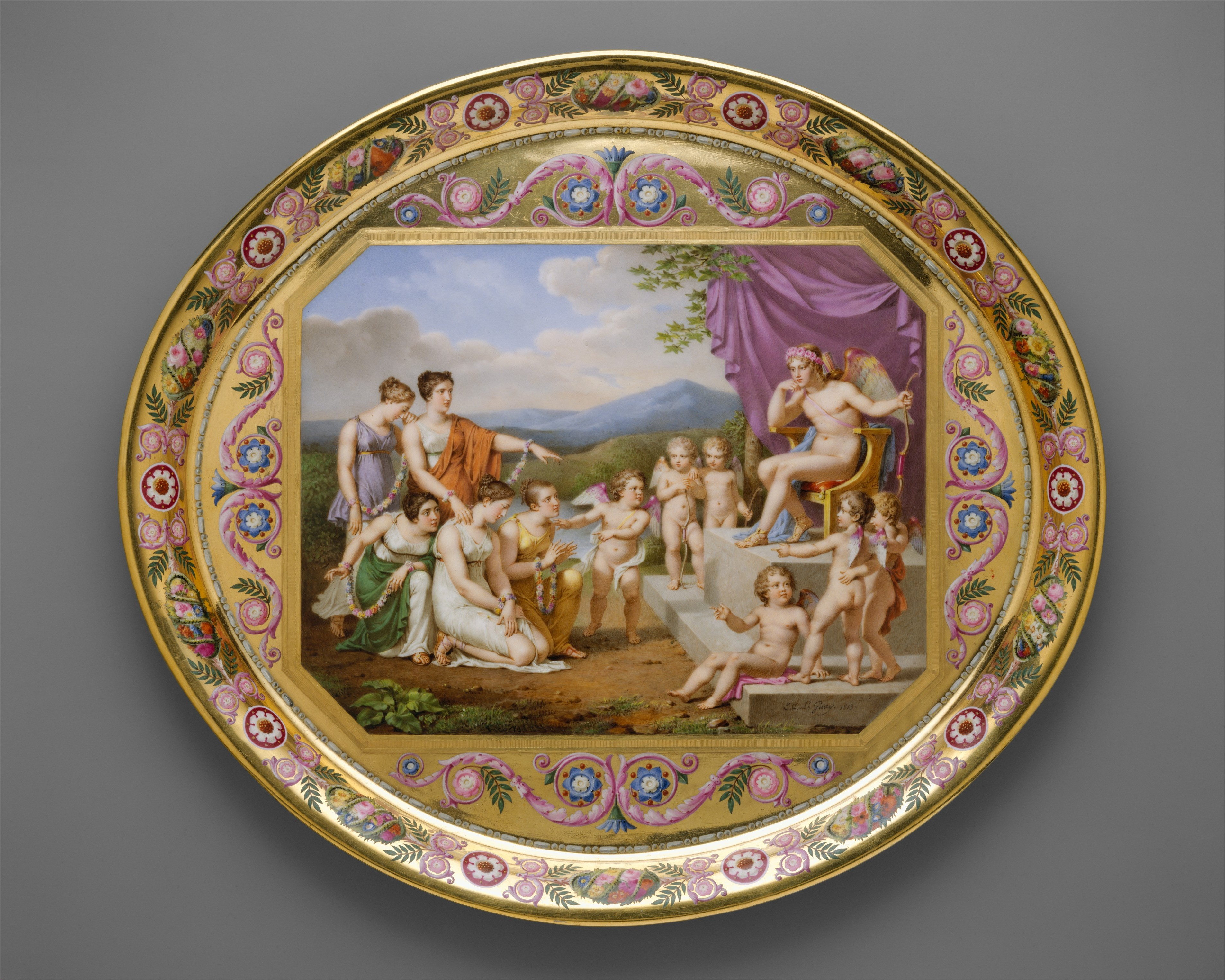
Plateau du service. Metropolitan Museum of Art.